# Pemphigus saccosus
Pemphigus saccosus är en insektsart. Pemphigus saccosus ingår i släktet Pemphigus och familjen långrörsbladlöss. Inga underarter finns listade i Catalogue of Life.